# Râul Haimeliug
Râul Haimeliug este un curs de apă, afluent al râului Nera. 